# تجريم
في علم الإجرام، التجريم هو «العملية التي تتحول فيها السلوكيات والأفراد إلى جرائم ومجرمين». يمكن لأفعال كانت قانونية في السابق أن تتحول إلى جرائم من خلال صدور تشريع أو قرار قضائي يجعلها كذلك. بيد أن هناك في العادة افتراض رسمي في قواعد التأويل القانوني يمنع التطبيق الرجعي للقوانين وبموجبه يمكن فقط للكلمات الدقيقة للهيئة التشريعية دحض هذا الافتراض. كذلك لا يُشجع على اللجوء إلى صلاحية القضاة التي تخولهم سن قوانين جديدة والتجريم الرجعي للسلوكيات. يمكن بطريقة أقل وضوحًا التجريم بحكم الأمر الواقع في الحالات التي لا تكون فيها الأفعال المحظورة قانونًا مطبقة على نحو صارم، وذلك من خلال اللجوء إلى تطبيق قانوني أكثر كفاءة أو التزامًا. تجري عملية التجريم من خلال المؤسسات المجتمعية ومن جملتها المدارس والعائلة ونظام العدالة الجنائية.

## المبادئ
قد تدعم عدة مبادئ القرارات التي تتناول التجريم. تتضمن تلك المبادئ مبدأ الأهمية الدنيا الذي يرتبط بالحد الأدنى من التجريم. تبعًا لهذا المبدأ فإن مبدأ الأذى العام لا ينظر إلى إمكانية اللجوء إلى عقوبات أخرى ومدى كفاءة التجريم بصفته خيارًا معتمدًا. تشمل العقوبات الأخرى كلًا من المحاكم المدنية وقوانين الخسائر واللوائح التنظيمية. يُنظر للعلاجات الجنائية باعتبارها «ملاذًا أخيرًا» نظرًا لتعدي هكذا أفعال على الحريات الشخصية (مثلًا السجن يحرم الفرد من حرية التنقل). ومن هذا المنطلق ينبغي الاتجاه نحو سن قوانين تؤكد أكثر على حقوق الإنسان. عمومًا فإن معظم جرائم الأفعال المباشرة (القتل والاغتصاب والاعتداء على سبيل المثال) لا تتأثر بهذا الموقف، ولكن الأمر يقتضي تبريرًا أكبر في القضايا الأقل وضوحًا.
يمكن النظر إلى سياسة «الدفاع الاجتماعي» باعتبارها وجهة نظر معاكسة. إذ تجادل لصالح استعمال التجريم ضد «أي شكل من أشكال النشاط الذي يهدد الإخلال بالنظام أو يعتبر داعيًا للشجب». يمكن لمبدأ الأهمية الدنيا منع توسيع العمل بالقوانين لتشمل حالات جديدة دون تعمده لذلك. عمومًا أقر صانعو السياسة حول العالم العديد من المخالفات الصغيرة التي خالفت مبدأ الحدود الدنيا وتماشت أكثر مع مبدأ الدفاع الاجتماعي.

## المقاربات الأخلاقية والاستقلال الذاتي
تعد مسألة مدى تجريم السلوكيات التي تعتبر غير أخلاقية في ولاية قضائية ما أمرًا مثيرًا للجدل. فمثلًا الكذب أو الحنث لا يجرمان عمومًا. يعتقد باتريك ديفلن بأن السلوك الأخلاقي كان أساسيًا في حفظ تماسك الدولة ولذلك وجب تخويل المشرعين بصلاحية تجريم السلوك المنافي للأخلاق. بيد أن المعارضين لهذه المقاربة يقترحون في العادة اللجوء حصرًا إلى العمل بمبدأ الضرر ولا يرون في الإخلال بالأخلاق سببًا داعيًا بحد ذاته، وذلك باعتبار استعمال نتائج هكذا نشاط للخلوص إلى نتيجة على نحو مستقل. تأخذ حجة ديفلن في تعريفها للأخلاقية اشمئزاز عامة الناس، ولكن أظهرت المسائل التي يدخل فيها التحامل النقص الذي يشوب هذا الأمر ويطالب المعارضون باستعمال تعريف أكثر صرامة لهذه المقاربة. اقترح ديفلن توكيل هيئة محلفين بمنح إشارة للسلوكيات المنافية للأخلاق. وبالإضافة إلى التحامل فإن الآراء يمكن لها على الأرجح التفاوت إلى حد واسع في مسائل مثل المثلية الجنسية وتحديد النسل وغيرها من القضايا ولا سيما تلك المتأثرة بالدين. وبالتالي يصعب التوصل إلى توافق. تتضمن أوجه المعارضة الأخرى تلك الصادرة عن المجموعات الليبرالية التي تفضل المقاربات الضامنة للحقوق الفردية لأقصى درجة ممكنة. يمكن للتجريم على أساسٍ أخلاقي أن يكون مقيِدًا بغرض تحقيق النفع العام وهو ما يجعله متعارضًا مع الاستقلال الشخصي. تعد الاتفاقية الأوروبية لحقوق الإنسان داعمة بمعظمها للحقوق الفردية من التدخلات الحكومية، ولكنها رغم ذلك تتضمن بندًا يجيز التدخل «من أجل حفظ الصحة والأخلاق» مثل صعوبة تبرير المطالبة القانونية بارتداء حزام الأمان (في بعض الولايات القضائية) في حال انتهاج مقاربة فردانية نظرًا لعدم وقوع ضرر يذكر على الآخرين في حال تجاهل جانب الحفاظ على الصحة العامة.